# Attilio Morini
Attilio Morini (Giaveno, 23 agosto 1904 – 26 agosto 1978) è stato un politico e antifascista italiano.

## Biografia
Laureato in giurisprudenza, avvocato antifascista, ha fatto parte del CLN della città di Voghera.
Eletto nelle file del Partito Socialista Italiano all'Assemblea Costituente, il 3 febbraio del 1947 - dopo la scissione di Palazzo Barberini - aderisce al neonato Partito Socialista dei Lavoratori Italiani, che in seguito darà vita al Partito Socialista Democratico Italiano.
Morì il 26 agosto 1978, tre giorni dopo aver compiuto 74 anni.